# Monastère de la Transfiguration (Terrasson)
Pour l’article homonyme, voir Monastère de la Transfiguration.
Le monastère de la Transfiguration, fondé le 24 juin 1978, est un monastère orthodoxe situé dans les environs de Terrasson-Lavilledieu, en Dordogne.
Son higoumène est Silouanie de Terrasson.

## Histoire
La communauté est tout d'abord fondée à Martel, dans le Lot,. Le monastère reçoit le soutien de la Communauté monastique du mont Athos, notamment avec le monastère de Simonopetra et son higoumène de l'époque, Aimilianos Vafidis (de), qui donne sa bénédiction pour fonder le monastère. Le 24 juin 1978, le monastère effectue sa première liturgie et est officiellement fondé.
En 1990, sous la direction spirituelle de l'archimandrite Élie (Ragot), qui est depuis lors le père spirituel et chapelain de la communauté, le groupe se déplace dans les environs de Terrasson-Lavilledieu,. Là, elles aménagent une ancienne ferme et transforment l'ancien colombier en église.
En 2012-2013, face à la difficulté croissante d'accueillir les visites et les personnes se déplaçant pour suivre la liturgie le dimanche, les moniales décident d'ériger une nouvelle église, de bien plus grandes dimensions,. La nouvelle église, en construction, est d'inspiration byzantine, et comporte une coupole de douze mètres de diamètre.
Son higoumène est mère Silouanie de Terrasson.

## Activités

### Agriculture
Les moniales du monastère se consacrent à l'agriculture, et élèvent notamment des moutons. Elles produisent aussi des confitures et des noix, qu'elles vendent ensuite. Ces activités agricoles leur font remporter plusieurs prix au Salon de l'agriculture.

### Mode de vie
Les moniales suivent la règle de saint Basile, une règle monastique fréquente dans le monde orthodoxe et assez stricte. Elles se réveillent à trois heures du matin et suivent leur premier office à cinq heures. Toute la journée, de cinq à dix-huit heures, sept offices se succèdent, entrecoupés des tâches manuelles, agricoles et ménagères.